# ビュッテルボルン
ビュッテルボルン (ドイツ語: Büttelborn) は、ドイツ連邦共和国ヘッセン州グロース＝ゲーラウ郡に属す町村（以下、本項では便宜上「町」と記述する）である。ライン＝マイン地方南部、ヘッシシェス・リート北縁部に位置する。郡庁所在地のグロース＝ゲーラウに隣接し、ダルムシュタットの西約 12 km にあたる。

## 地理

### 地理
ビュッテルボルンは、オーバーライン盆地、精確にはオーバーライン盆地北部とライン＝マイン盆地との間にあたるヘッシシェス・リート北縁部に位置する。ライン＝マイン地域の大都市に近く、交通の便が良いことから、この町は人気の住宅地となっている。最寄りの大都市には、ダルムシュタット（12 km 東）、マインツ（25 km 西）、ヴィースバーデン（30 km 北西）、フランクフルト・アム・マイン（30 km 北東）があり、いずれも自動車で 30 分以内に到着できる。また、マンハイム（50 km 南）までも約 45 分である。

### 土地利用
町の総面積 3,001 ha のうち、1,741 ha が農地として利用されている。571 ha が森林、334 ha が住宅地または空き地、239 ha が交通用地である。

### 隣接する市町村
ビュッテルボルンは、西は郡庁所在地のグロース＝ゲーラウ、北はメルフェルデン＝ヴァルドルフ（ともにグロース＝ゲーラウ郡）、東はヴァイターシュタット、南はグリースハイム（ともにダルムシュタット＝ディーブルク郡）と境を接している。

### 自治体の構成
この町は、ビュッテルボルン地区（5,829 人）、クライン＝ゲーラウ地区（3,849 人）、ヴォルフェルデン地区（4,536 人）の 3つの地区から成る。

### 気候
この町の気候は比較的温暖で乾燥しており、晴天が多い。1901年から2000年までの日中平均気温は 10.1 ℃から 11.0 ℃の間であった。春、秋は 9.1 ℃から 10.0 ℃、夏は 18.1 ℃から 19.0 ℃、冬は 0 ℃から 1 ℃であった。降水量は比較的少なく、1901年から 2000年までの平均年間降水量は 650 mm であった。水量収支（降水量と気化量との差）は、おおむねバランスがとれた値であるが、西部ではややマイナス（-99 から 0 mm）、東部ではややプラス（0 から 99 mm）の値を示す。これに対して平均日照時間は比較的長く、1951年から2000年までの年間日照時間は 1,601 時間から 1,650 時間で、町域の南部では 1,700 時間に及んだ

### 人口構成
2011年の全人口 13,703 人中、約 40 % がビュッテルボルン地区、28 % がクライン＝ゲーラウ地区、32 % がヴォルフェルデン地区に住んでいる。女性が 6,918 人、男性が 6,765 人で、男性 1,000 人あたり女性が 1,020 人の比である。外国人比率は、9.7 % である。年齢構成は、6 歳未満 773 人、6 歳以上 15 歳未満 1,206 人、15 歳以上 65 歳未満 9,280 人、65 歳以上 2,444 人である。2009年に比べ、約 1 % のわずかな人口増加が見られた。

## 歴史

### 集落の形成期
現在のビュッテルボルンの地域は、約4000年前の新石器時代から継続的に定住者があったことが判明している。紀元後70年から260年の間にローマ帝国の城塞「エッシュ」が現在のグロース＝ゲーラウ市の場所に建設され、これへの食糧供給のため、周囲にローマ式農場が設けられた。現在のビュッテルボルン町内からも、1891年に農場の基礎壁が発見された。発掘調査により、コイン、容器の欠片、ローマ時代の墓が出土した。
ローマ人がライン川右岸地区から撤退した後に、初めはアレマン人が、その後はフランク人が集落を建設した。1904年と1906年に実施された、当時の墓地の発掘により 46基の墓が出土した。

### 中世から近世
現在のビュッテルボルンは、1211年に "Butelbrunne" として初めて記録されている。クライン＝ゲーラウやヴォルフェルデン ("Woruelde") の初出も同じ年（同じ文書）である。この集落の表記は、1280年 Budelburnen、1358年 Budelburen、1402年 Bidelborn、1403年 Budilborn、1553年 Budelbrun などと変遷した。2011年に 3つの地区は800年祭を祝った。1257年にこの地域はカッツェンエルンボーゲン伯の支配下に置かれた。1303年にはクライン＝ゲーラウに 2つの水車が記述されているが、その1つが現存する「アイヒミューレ」である。ヴォルフェルデンは、1319年の史料に "villa urfelt" と記録されている。
中世末期になると、この地域は極めて騒然とした状態となった。クライン＝ゲーラウはカッツェンエルンボーゲン家とマインツ大司教とのフェーデに巻き込まれて、1342年に焼き討ちされ、破壊された。また、1359年にはハーナウ家との紛争によって同様の事件が起こった。この時期の住民は、その大半が農奴であった。
15世紀にビュッテルボルンに石造りの教会が建設された。その遺構は、現在の教会付近で今でも見ることができる。1479年にカッツェンエルンボーゲン伯家は男系後継者がなく断絶し、この地域はヘッセン方伯領となった。

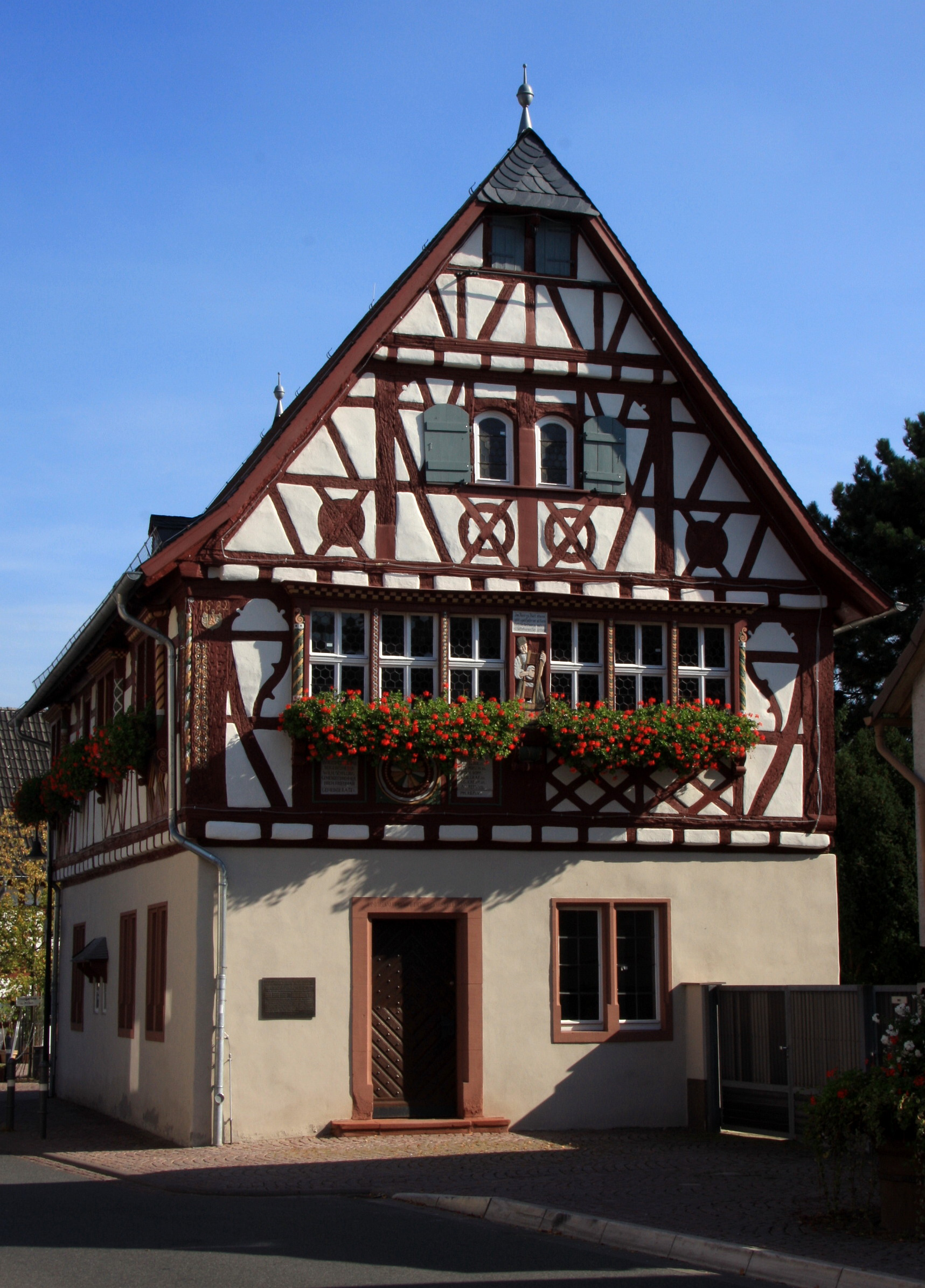
ビュッテルボルンの旧役場

1547年にシュマルカルデン戦争によってクライン＝ゲーラウの聖ヴェンデリン礼拝堂が破壊された。1582年に堂々たるビュッテルボルン役場が建設された。
三十年戦争前には約 500人だったこの地域の人口は、戦後の1648年には約 50人にまで減少した。

### 19世紀から20世紀
1806年にナポレオンの圧力下でヘッセン大公国が成立し、ビュッテルボルンはそのプロヴィンツ・シュタルケンブルク、アムト・ドルンベルクに属した。その後、1821年の行政改革によって成立したラントラーツベツィルク・ドルンベルクがこれを管轄した。1832年にプロヴィンツ・シュタルケンブルクはクライス（郡）に分割され、ビュッテルボルンはグロース＝ゲーラウ郡に編入された。この郡への帰属は、1848年から1852年までプロヴィンツ・シュタルケンブルクがレギールングスベツィルク制に移行したことで中断し、ビュッテルボルンはレギールングスベツィルク・ダルムシュタットに属したが、その後元に戻された。司法上は、1821年から1879年まではグロースゲーラウ地方裁判所、それ以後はこの地方裁判所を母体とするグロース＝ゲーラウ区裁判所がビュッテルボルンを管轄した。
ビュッテルボルンの人口は、1858年に初めて 1,000 人を超えた。1887年にザウアークラウトの工場が建設され、35年間この町に存在していたことから、この町は「キャベツの町」として知られていた。この時代でも、住民の多くは農業に従事していた。
ヒトラーの権力掌握後、ビュッテルボルンでも自由選挙で選出される町会議員がNSDAPの党員に置き換えられていった。また、通りがナチスの意向に従った名称に改名された。1933年にビュッテルボルンに住んでいた 33家族のユダヤ人のうち、適切なタイミングで亡命してホロコーストを免れた者はごくわずかであった。第二次世界大戦の恐怖が去った後、近隣大都市からの疎開者は帰って行ったが、難民や被追放者が流入したことで、人口はむしろ増大した。
ヘッセン州の地域再編に伴って、1977年1月1日にビュッテルボルンは隣接する 2つの小さな町クライン＝ゲーラウおよびヴォルフェルデンと合併し、ビュッテルボルンの町名で 1つの新しい自治体となった。町政機関は、首邑であるビュッテルボルン地区に置かれた。

## 宗教

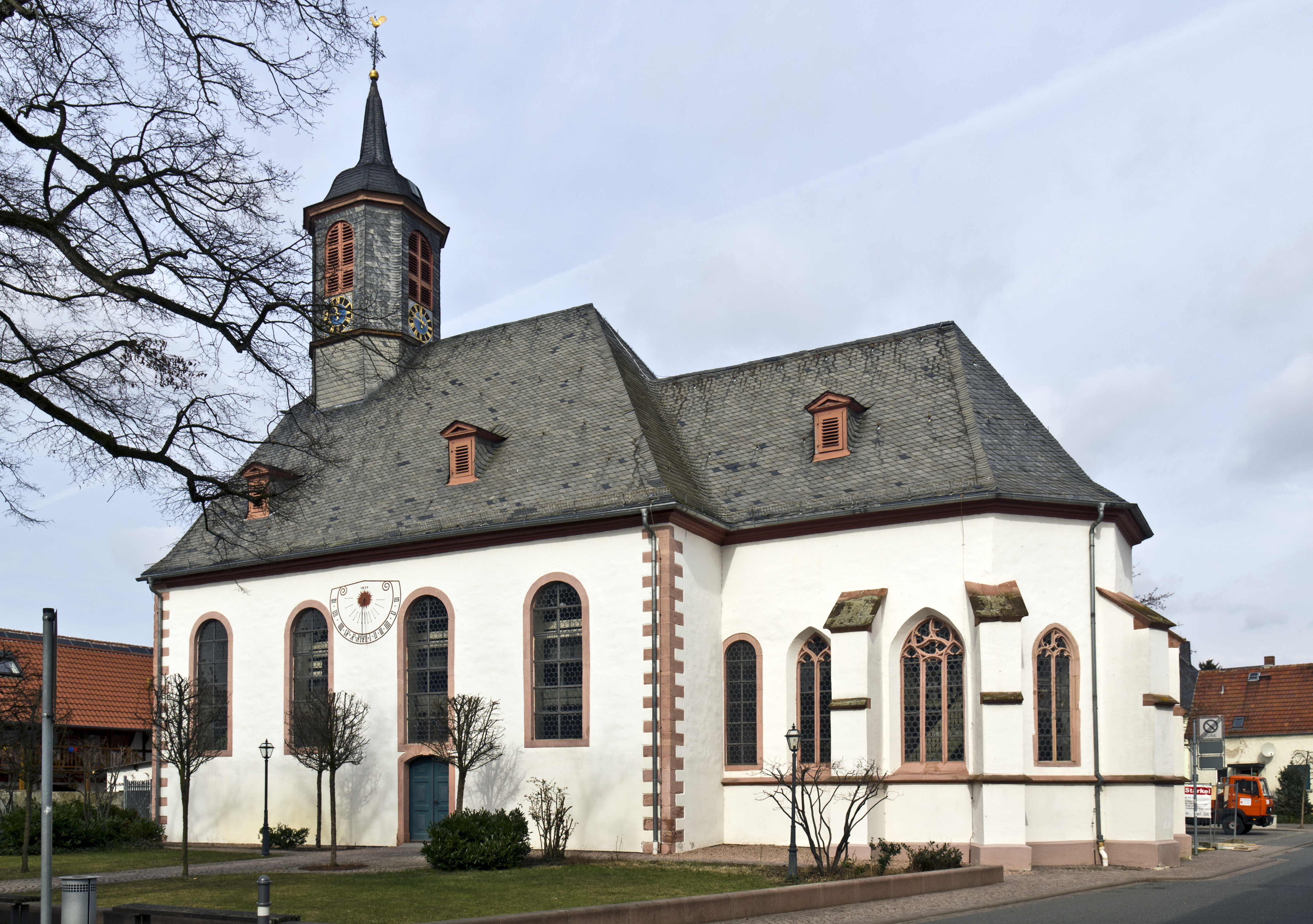
ビュッテルボルン・プロテスタント教会

教会の存在を示す最古の証拠は、1358年の "capelle" と書かれた文書である。その後、1557年の史料には「村の前の聖ヨスト礼拝堂」との記述が遺されている。1557年には聖ヤーコプが守護聖人として記載されている。1523年にこの教会の守護権はヘッセン方伯のものとなった。それ以前にはカッツェンエルンボーゲン伯家がこれを保持していた。
現在のプロテスタント教会は、15世紀末に建てられた後期ゴシック様式の教会堂の替わりに建設された。長堂は1728年から1729年にフリードリヒ・ゾンネマンの指揮下で建設された建物である。
第二次世界大戦以前、ビュッテルボルンは純粋にプロテスタントの町であった。戦後の移住によって住民の約 16 % をカトリック信者が占めるようになった。1987年にカトリック教会が献堂され、セイニコライ・フォン・デア・フリューエ教会がこれを管理している。
現在の教会組織は、カトリック教会はマインツ司教区リュッセルスハイム首席司祭区に、プロテスタント教会はヘッセンおよびナッサウ福音派教会グロース＝ゲーラウ監督官区に属している。

### 教会
ビュッテルボルン町内には以下の教会がある。
- ビュッテルボルン・プロテスタント教会: 1728年建造の教会堂）
- ヴォルフェルデン・プロテスタント教会: 1696年建造の木組み建築の教会。バンベルクのオルガン製作者アダム・クナウトが1623/24年に製作したヘッセンで最も古いオルガンがある[7]。
- クライン＝ゲーラウ・プロテスタント教会
- ビュッテルボルン/クライン＝ゲーラウ/ドルンハイム/ベルカハのカトリック教会聖ニコラウス・フォン・デア・フリューエ教会

- ヴォルフェルデン・プロテスタント教会
- クライン＝ゲーラウ・プロテスタント教会

## 行政

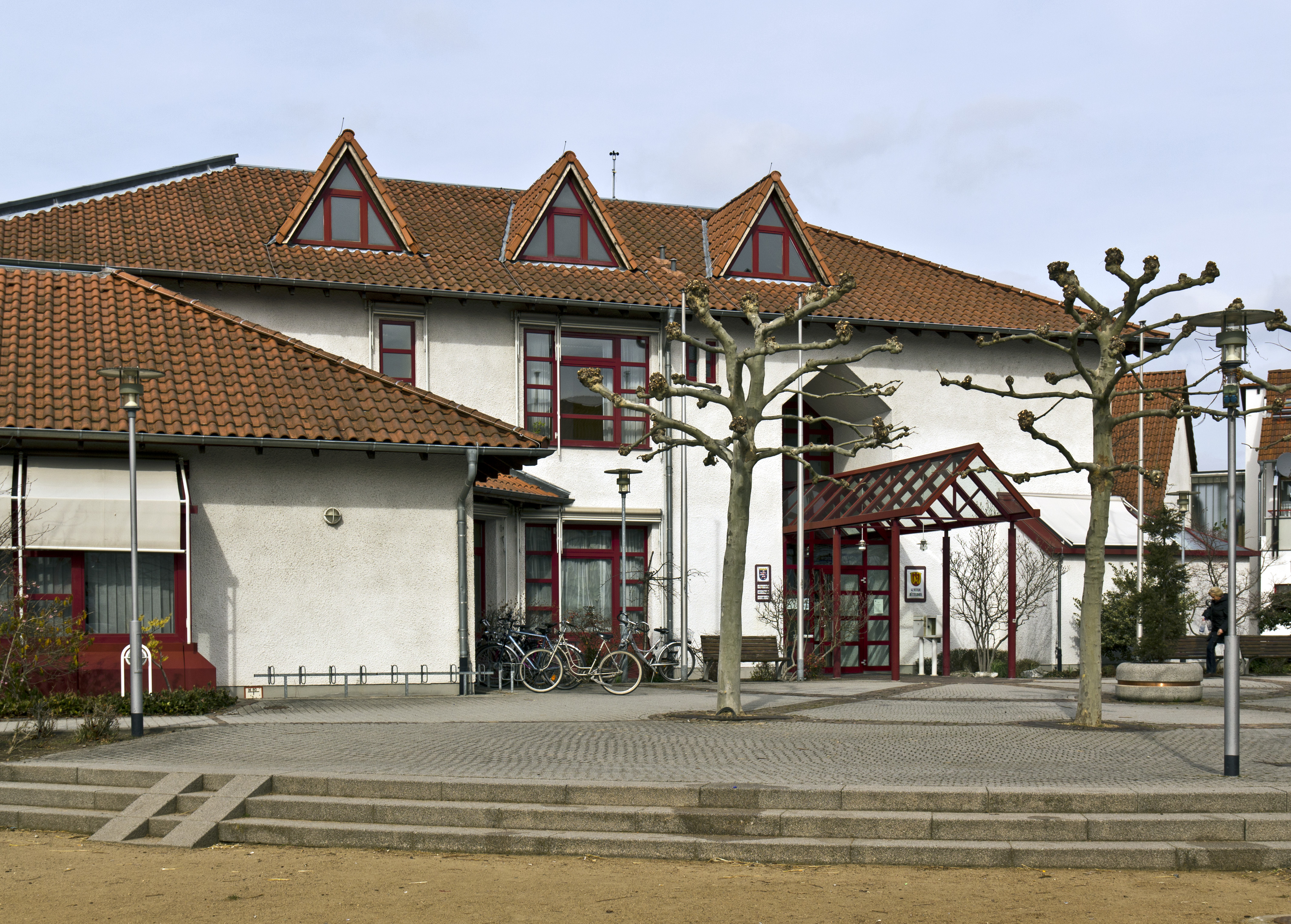
ビュッテルボルンの町役場

### 首長
2013年6月1日町長職に就いたアンドレアス・ロッツィンガー (CDU) は、2013年1月13日の決選投票で 50.6 % の票を獲得して当選した。この選挙の投票率は 43.8 % であった。。2018年10月28日の選挙でマルクス・メルケルが得票率 57.3 % でロッツィンガーを破り、町長に選出された。この選挙の投票率は 67 % であった。

### 議会
ビュッテルボルンの町議会は 37議席からなる。

### 町政
町の行政機関はビュッテルボルン地区のマインツァー通りある。町営施設の職員は、合わせて 144人である。町は、幼稚園 6園、青少年センター 3カ所、老人ホーム 1カ所、公民館 1カ所、体育館 2カ所を運営している。町の年間総支出は約 2000万ユーロであるが、このうち約 600ユーロが人件費である。総負債額は約 1000万ユーロで、住民 1人あたりの負債額は 760ユーロである。これは、郡平均（1,205ユーロ）や州平均（1,713ユーロ）に比べて明らかに小さい数字である。

## 経済と社会資本

### 経済
この町には、総面積約 30 ha の産業用地がある。3つの地区のいずれにもそれぞれ産業地域があるが、最も広いのはビュッテルボルンの「ヘッセンリング」産業地域である。
農業用地は約 1,792 ha で、約 30軒が農業に従事している。肥沃な土地柄で、主に野菜や果実（ジャガイモ、アスパラガス、キャベツ、ムラサキキャベツ、イチゴなど）が栽培されている。

### 交通
ビュッテルボルンには連邦アウトバーン A67号線のインターチェンジがある。また、連邦道 B42号線がバイパス道路としてビュってルンボルン地区のすぐ近くを通っている。この他に、州道 L3094号線（ヴァイターシュタットで B42号線に接続する）、L3303号線（グリースハイムで B26号線に接続する）、郡道 K136号線（ヴァイターシュタットのシュネッペンハウゼンまで）、K160号線（グロース＝ゲーラウのベルカハ市区で B44号線に接続する）、K164号線（グロース＝ゲーラウとメルフェルデン＝ヴァルドルフとの間で B44号線に接続する）が町域内を通っている。
クライン＝ゲーラウ地区にはライン＝マイン鉄道の駅がある。レギオナルバーンが 1時間間隔で、ヴィースバーデン（38分）、マインツ（24分）、ダルムシュタット（9分）、アシャッフェンブルク（59分）へ運行している。また、ビュッテルボルン地区の近くにリート鉄道のグロース＝ゲーラウ＝ドルンベルク駅がある。この駅からはレギオナルエクスプレスでフランクフルト・アム・マインへ 25分、マンハイムへ 45分で到着できる。また、グロース＝ゲーラウ＝ドルンベルク駅からは、ライン＝マイン Sバーン S7号線のフランクフルト中央駅行き列車が 30分間間隔で運行している。

### 学校と幼稚園
この町には、基礎課程学校が 3校ある: ビュッテルボルン地区のペスタロッツィ＝シューレ、クライン＝ゲーラウ地区のエーリヒ＝ケストナー＝シューレ、ヴォルフェルデン地区のヴォルフェルデン基礎課程学校である。上級の学校は、グロース＝ゲーラウやダルムシュタットにある。
この町には、各地区に 2園ずつ、あわせて定員 530人分の幼稚園がある。最も大きな幼稚園は、ペスタロッツィ＝シューレのすぐ向かいにある幼稚園「レーゲンボーゲン」である。

## 文化と見所

### 文化
ビュッテルボルンのシュール通りにあるカフェ・エクストラはヘッセン州最小の公営のステージである。このステージでは、1989年の開館以降、キャバレー、コメディー、バラエティーやコンサートなどが上演されている。

### スポーツと余暇
ヴォルフェルデン地区に、バッハグルント・ゴルフ場がある。18ホールと 9ホールのゴルフ場があり、さらに 9ホールの練習用ショートコース、人工照明付きのドライビング・レンジがある。18ホールのチャンピオン・コース「ネッシー」はリンクス風のコースである。

### クラブ、サークル、協会
- スポーツおよび文化サークル 1904/46 e.V.（SKV ビュッテルボルン）
- 体操クラブ 1888 ビュッテルボルン e.V.（TV ビュッテルボルン）[15]
- SV 1912 クライン＝ゲーラウ e.V.[16]
- RMSV クライン＝ゲーラウ（自転車競技）
- RC 1903 ヴォルフェルデン（自転車競技）
- TSG ヴォルフェルデン[17]
- プール・ビリヤード・クラブ PHOENIX ビュッテルボルン e.V. （PBC フェニックス・ビュッテルボルン）[18]
- ブラスオーケストラ・ビュッテルボルン e.V.[19]
- ダンシング・マニアクス e.V.（競技ダンス）
- フーベルトゥス射撃会 (HGS) [20]

### 年中行事
- 1948年から、「ビュッテルボルン・カーニバル部 (BCA)」とクルトゥールリング・ビュッテルボルンは、毎年町の謝肉祭イベントを開催している。多くのパーティーの他に、1951年からはバラの日曜日にカーニバルのパレードが開催されている。
- 4月から6月までの間、「シュパーゲルフェストターゲ」（アスパラガス祭）として、様々な場所で様々な行事が開催される。ヨハネの日前の6月末に開催される「シュパーゲルケルプ」では、毎年、アスパラガスの女王の戴冠が行われる。
- 3つの地区ではそれぞれ、ケルプ（教会開基祭）が開催される。ヴォルフェルデンでは8月の最終週末、クライン＝ゲーラウでは9月の最初の週末、ビュッテルボルンでは9月の第3週末に開催される。ビュッテルボルンのケルプは遅くとも1728年には開催されている。
- アドヴェントの第1週末に、ビュッテルボルンのマインツァー通りの町役場周辺でクリスマスマーケットが開催される[21]。

## 引用
1. ↑  Hessisches Statistisches Landesamt: Bevölkerung in Hessen am 31.12.2023 (Landkreise, kreisfreie Städte und Gemeinden, Einwohnerzahlen auf Grundlage des Zensus 2011)]
2. ↑  Büttelborn - Zahlen, Daten, Fakten 2011年12月31日現在（2013年5月8日 閲覧）
3. ↑  Umweltatlas Hessen - Klima（2013年5月8日 閲覧）
4. ↑  Hessische Gemeindestatistik 2011（2010年12月31日現在、ZIP; 1.6 MB)（2013年5月8日 閲覧）
5. 1 2 3  Büttelborn - Ortsgeschichte（2013年5月8日 閲覧）
6. 1 2 3  Historisches Ortslexikon - Büttelborn, Landesgeschichtliches Informationssystem (LAGIS) Hessen（2013年5月8日 閲覧）
7. ↑  Evangelische Kirchengemeinde Worfelden（2013年5月11日 閲覧）
8. ↑  アンドレアス・ロッツィンガーのウェブサイト
9. ↑  ビュッテルボルン町長選挙結果、ヘッセン州統計局（2013年5月11日 閲覧）
10. ↑  Jörg Monzheimer (2018年10月30日). “SPD feiert Sieg bei Bürgermeisterwahl in Büttelborn”. Echo 2021年8月10日閲覧。
11. ↑  2011年3月27日の町議会議員選挙結果、ヘッセン州統計局（2013年5月11日 閲覧）
12. ↑  Büttelborn 2006: Finanzanalyse 2006 (PDF)（2013年5月11日 閲覧）
13. ↑  CAFE EXTRA: Kleinste kommunale Kleinkunstbühne（2013年5月11日 閲覧）
14. ↑  Golfpark Bachgrund in Büttelborun-Worfelden（2013年5月11日 閲覧）
15. ↑  Turnverein 1888 Büttelborn（2013年5月11日 閲覧）
16. ↑  SV 1912 Klein-Gerau e.V.（2013年5月11日 閲覧）
17. ↑  RDG Worfelden（2013年5月11日 閲覧）
18. ↑  PBC PHOENIX Büttelborn e.V.（2013年5月11日 閲覧）
19. ↑  Blasorchester Büttelborn e.V.（2013年5月11日 閲覧）
20. ↑  Hubertus Schützengesellschaft Büttelborn（2013年5月11日 閲覧）
21. ↑  Büttelborn - Weihnachtsmarkt in Büttelborn（2013年5月11日 閲覧）